# Guai!
Guai! era una revista de còmics publicada entre el 1986 i el 1990, i creada per l'editorial Grijalbo, amb dibuixants de l'extinta Editorial Bruguera. Posteriorment, i des del número 82, la revista va ser publicada per Ediciones B fins que va tancar l'any 1990. Ha publicat un total de 175 números ordinaris més 68 en diferents formats.

## Història de la revista
A causa de la delicada situació econòmica de l'Editorial Bruguera als anys 80, diversos dibuixants, entre ells Ibáñez, van abandonar l'editorial poc abans del tancament per crear aquesta revista juvenil per a poder continuar treballant, en col·laboració amb l'Editorial Grijalbo. Com que els drets dels personatges que havien dibuixat eren propietat de Bruguera, van haver de crear-ne nous, encara que la majoria d'ells estaven fortament basats en els anteriors. La situació de Bruguera va canviar quan Ediciones B va decidir comprar l'empresa, amb la qual cosa els autors van poder retornar als seus personatges anteriors i continuar dibuixant els seus còmics de sempre. Més tard, Edicions B (coneguda en aquells dies com Tebeos SA) també va comprar la revista Guai!. Encara que gran part dels personatges d'aquesta capçalera van continuar publicant-se durant un temps, la majoria van desaparèixer. Guai! va desaparèixer després de 175 números publicats durant poc més de tres anys.
Simultàniament es va publicar una col·lecció anomenada Tope Guai! que recopilava algunes de les historietes com les de Chicha, Tato y Clodoveo. Se'n van publicar 24 números, encara que se'n van crear 25.

## Personatges
A la revista s'entremesclen personatges de factura autòctona amb uns altres d'origen francobelga pel fet que l'Editorial Grijalbo era l'editora que posseïa els drets dels personatges de Franquin i altres autors francesos i belgues.
- Sergi Grapes, de Franquin.
- Chicha, Tato y Clodoveo, d'Ibáñez.
- Lucky Luke, de Goscinny i Morris.
- 7, Rebolling Street, d'Ibáñez.
- Astèrix, de Goscinny i Uderzo.
- El Tinent Blueberry.
- Espirú i Fantàstic, de Franquin.
- Los Muchamarcha's, de Segura.
- Terre y Moto, d'Escobar.
- Percevan.
- Sammy.
- Mujeres o… diosas.
- Cleopatra de Martz Schmidt.

També entre historieta i historieta s'incloïen acudits gràfics de Gosset, Raf i Rovira.

## Dibuixants
Alguns dels dibuixants que varen publicar les seves historietes a la revista.
- Ibáñez
- Escobar
- Martz-Schmidt
- Franquin
- Raf
- Ramis

## Correspondències de personatges
A causa del problema amb els drets dels personatges dels dibuixants espanyols, aquests van cercar una forma de poder dibuixant còmics semblants. Per a això van crear nous personatges basats fortament en les seues creacions anteriors.
- Mirlowe i Violeta, de Raf, basat en Sir Tim O'Theo i alhora paròdia de Marlowe, el detectiu de novel·la negra.
- 7, Rebolling Street, d'Ibáñez, basada en 13, Rue del Percebe.
- Terre y Moto, d'Escobar, basat en Zipi i Zape.

## Curiositats
En els últims números, alguns personatges com Chicha, Tato y Clodoveo ja no són dibuixats per Ibáñez, sinó pel seu equip de col·laboradors.